# 王都妖奇譚
『王都妖奇譚』（おうとあやかしきたん）は、岩崎陽子の少女漫画。

## 概要
若き天才陰陽師・安倍晴明が、平安京で起こる呪詛や怨霊などの事件を解決するオムニバス形式のストーリー。1990年から2002年まで、主に『プリンセスGOLD』（秋田書店）で連載された。単行本は秋田書店（プリンセスコミックス）から、全12巻32話（のち秋田文庫で全7巻刊行）。

## あらすじ
平安中期、陰陽師・安倍晴明はとある事件をきっかけに左近少将藤原将之と出会い、初めは対立するが共に戦う中で互いに認め合い友情を育んでいく。またかつて晴明と訣別した兄弟子橘影連が時折宿敵として登場、物語後半では晴明と影連の対決が主軸となる。なお、晴明の修行時代に承平天慶の乱による平将門追討があったことから、第1話は天慶4年（941年）以降と推測されるが、登場人物の多くは架空の人物である。

## 登場人物
安倍晴明（あべのせいめい）
主人公。都一と言われる卓抜した陰陽師。しかし本人は強すぎる能力故に悩み多く、やや厭世的な面あり。特に予知能力は本人曰く百発百中の無能さ（不幸を予知し、その予知を避ける策を講じながらも避けられないの意）。母は狐という噂もある。
藤原将之（ふじわらのまさゆき）
左近衛府少将。右大臣の四男という御曹司だが、直情な性格の猪武者。晴明との出会いは最悪だったが、紆余曲折を経て無二の親友となる。
橘影連（たちばなのかげつら）
晴明の兄弟子。謀反の嫌疑をかけられ自害した橘一族の生き残り。その復讐のために都を滅ぼそうと目論み、一度は命を落とすが鬼の首領となって復活する。
賀茂忠行（かものただゆき）
陰陽頭。晴明・影連の師匠。
賀茂保憲（かものやすのり）
忠行の息子。同じく陰陽師で、沈着冷静な人柄。晴明・影連の兄弟子。
藤哉（とうや）
晴明の弟子。素直で心根の優しい少年。
藤原彩子（ふじわらのあやこ）
将之の姉で、帝の寵愛篤い昭陽舎女御。武技にも優れた剛毅な女性。
千早（ちはや）
彩子に仕える女房。見鬼（鬼が見える能力者）だが大の鬼嫌い。
小野氷月（おののひづき）
表向きは内裏女房、実は死霊を狩る冥府の役人。小野篁の曾孫。
良源（りょうげん）
比叡山延暦寺の僧侶。鬼形に変じる特異な能力を持つ。

## ドラマCD
- タイトル
  - 王都妖奇譚（1995年12月21日）
  - 王都妖奇譚〜化石の海〜（1996年8月25日）
  - 王都妖奇譚〜妖星〜（前編）（1997年1月25日）
  - 王都妖奇譚〜妖星〜（後編）（1997年2月26日）
  - KOEI BEST SELLECTION 王都妖奇譚 1-4（2002年7月24日）

- キャスト
  - 安倍晴明：井上和彦、子役：麻見順子→結城比呂
  - 藤原将之：山寺宏一
  - 橘影連：塩沢兼人、子役：江森浩子→南民恵→緑川光
  - 賀茂忠行：永井一郎
  - 賀茂保憲：広中雅志
  - 藤哉：石田彰
  - 藤原彩子：佐々木優子→勝生真沙子
  - 千早：冬馬由美
  - 小野氷月：富沢美智恵
  - 良源：大塚明夫
  - 左大臣：大山高男
  - 雲ノ衣：引田有美
  - 源満仲：川津泰彦→幸野善之
  - 大宅成章：中原茂
  - 物部広高：中村大樹
  - 晴明の養父：増谷康紀
  - 影連の父：菅原淳一
  - 影連の母：溝上真紀子
  - 牛頭鬼：今村直樹
  - 馬頭鬼：増田均
- 制作：コーエー

## TVドラマ
2002年、本作を原作としたテレビドラマがフジテレビ系火曜時代劇で放送されたスーパー時代劇第1弾として放映された。全5話。
2005年、SANKYOからドラマを題材にパチンコ機『CRフィーバー陰陽師』を製作した。